# Поздняков, Нил Яковлевич
Нил Яковлевич Поздняков (1898 — 1972) — прокурор и член тройки НКВД по Алтайскому краю, гвардии полковник.

## Биография
Родился в семье крестьянина-плотника, окончил сельскую школу. С 18 лет работал в столярной мастерской одного из заводов Петербурга, состоял членом РСДРП(б) с марта 1917. 
Участвовал в Гражданской войне на Юго-Западном фронте. Получил среднее образование, окончил Ярославские юридические курсы в 1923.
С 1924 работал народным судьёй, председателем кассационной коллегии по уголовным делам. 
С 1928 до 1929 заместитель прокурора Тверской губернии, с 1929 до 1930 прокурор Минусинского округа, в 1930 прокурор «Кузнецкстроя», с 1931 прокурор Сталинска, до декабря 1934 прокурор Бийска, с декабря 1934 до 1937 заместитель прокурора Западно-Сибирского края. 
С 1937 до 1938 являлся прокурором Алтайского края и членом тройки НКВД. Во время заседаний троек препятствовал незаконным арестам и осуждениям, требовал должного оформления процессуальных действий. Проживал в Барнауле, арестован 22 июня 1938, во время дознания подвергался пыткам. Обвинялся в измене Родине, повстанчестве, вредительстве, терроре, участии в контр-революционной организации, по статьям 58-1 «а», 2, 7, 8, 11 УК РСФСР. Военная прокуратура Сибирского военного округа 19 ноября 1939 рассмотрела дело, и таковое прекращено за отсутствием состава преступления, но реабилитирован был лишь 9 июля 1996 прокуратурой Алтайского края.
Отправился добровольцем на фронт Великой Отечественной войны, воевал на Северо-Западном фронте командиром роты, затем военным прокурором 245-й стрелковой дивизии 53-го стрелкового корпуса 27-й армии. После войны демобилизовался в октябре 1946, амнистирован и продолжил службу в прокуратуре Калининской области.